# Tuberculatus kiowanicus
Tuberculatus kiowanicus är en insektsart som beskrevs av Hottes 1933. Tuberculatus kiowanicus ingår i släktet Tuberculatus och familjen långrörsbladlöss. Inga underarter finns listade i Catalogue of Life.